# Manifestation du mercredi

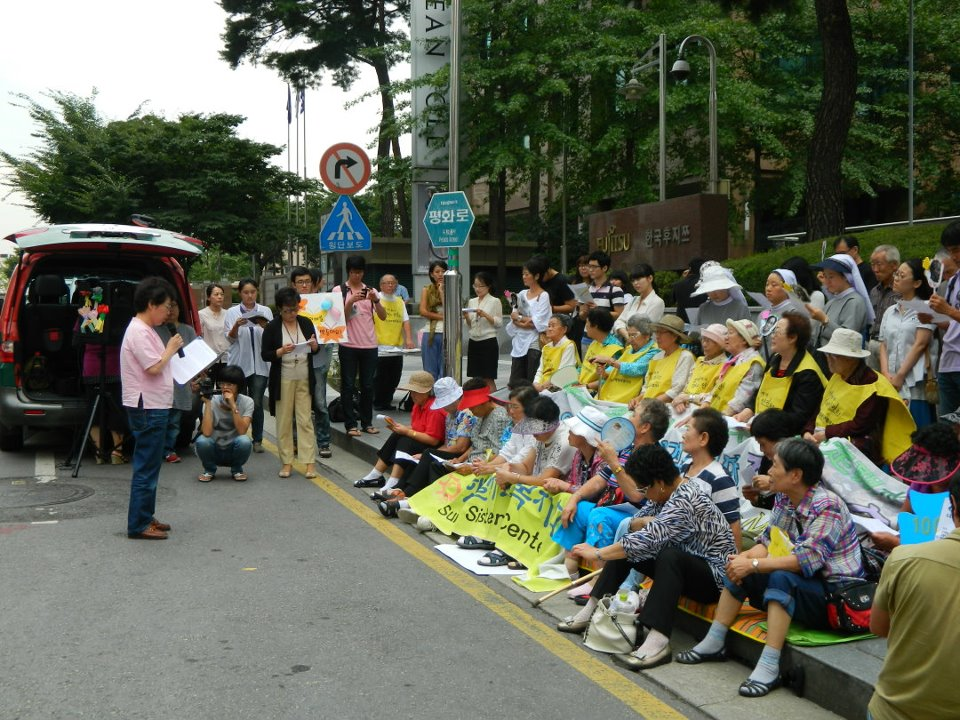
Une manifestation du mercredi en août 2011.

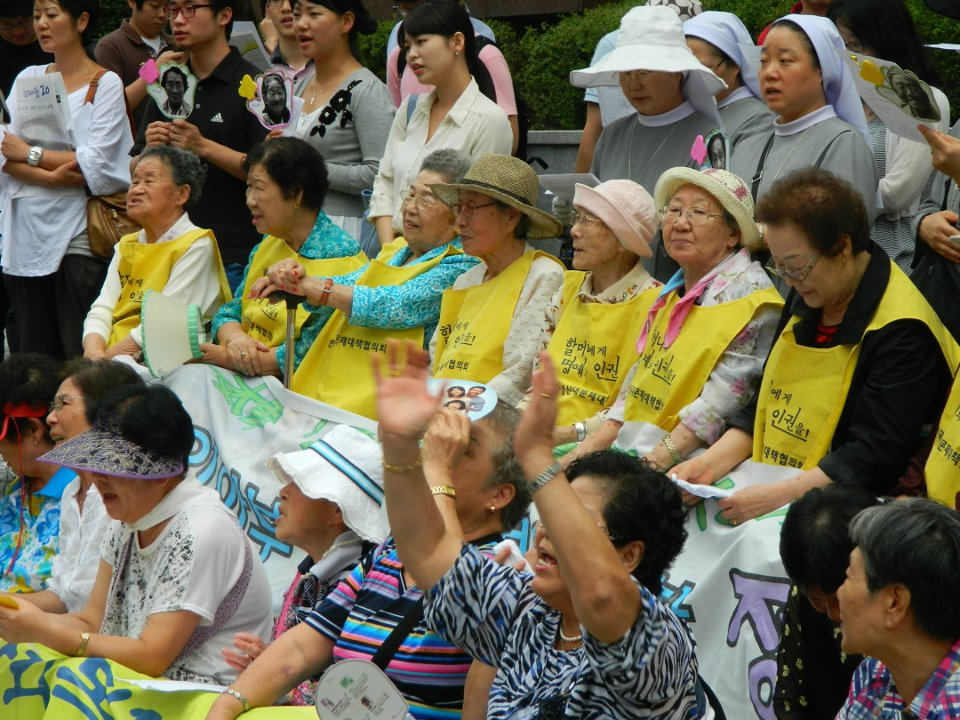
Anciennes femmes de réconfort participant à une manifestation du mercredi.

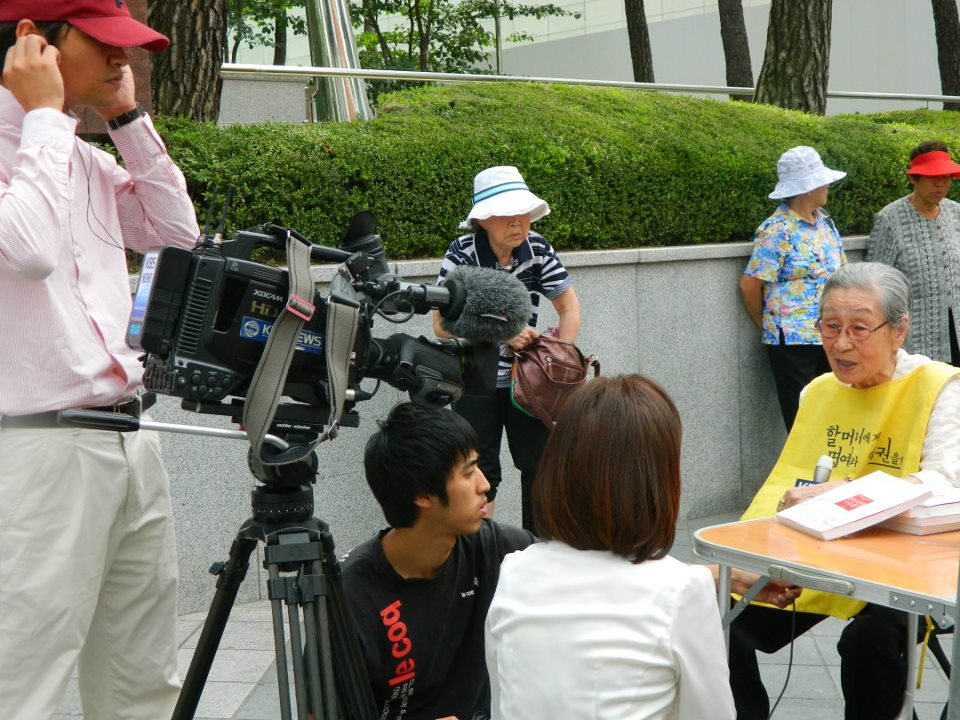
Une ancienne femme de réconfort répond à des questions de la télévision sud-coréenne ' pendant une manifestation.

La manifestation du mercredi (coréen : 수요 집회) est une protestation publique ayant lieu en Corée du Sud chaque mercredi à midi devant l'ambassade du Japon à Séoul depuis 1992. Elle a pour but d'obtenir justice du gouvernement japonais pour son système d'esclavage sexuel à grande échelle mis en place durant la Seconde Guerre mondiale et dont les victimes sont connues sous le nom de « femmes de réconfort ».
Elle porte officiellement le nom de « Manifestation du mercredi pour exiger que le Japon répare le problème des femmes de réconfort » (coréen : 일본군 위안부 문제 해결을 위한 정기 수요시위).

## Origine
La manifestation hebdomadaire est organisée par le Conseil coréen pour les femmes enrôlées dans l'esclavage sexuel militaire par le Japon, communément appelé « Conseil coréen ». La première manifestation a lieu le 8 janvier 1992 à l'occasion de la visite du Premier ministre du Japon Kiichi Miyazawa, et la 1000e a lieu le 14 décembre 2011,,. Seules deux manifestations du mercredi ont été manquées par le Conseil coréen et les anciennes femmes de réconfort, après le tremblement de terre de Kobe en 1995 et celui du Tōhoku de 2011,. La manifestation du mercredi est répertoriée en mars 2002 dans le Livre Guinness des records en tant que regroupement le plus ancien du monde sur un seul thème.

## Objectifs
Selon le Conseil coréen, les « manifestations du mercredi se sont transformées en lieu de solidarité entre les citoyens et les victimes, un lieu de vie pour l'éducation à l'histoire, une plateforme pour la paix et les droits humains des femmes, rassemblant les gens dans la solidarité au-delà du genre, de l'âge, des frontières, et des idéologies ». Et il désire mener de violentes contre-attaques aux attaques contre le Japon. Le Conseil coréen déclare qu'il continuera à protester jusqu'à ce que la Corée ait considéré les droits et la dignité entièrement restaurés aux victimes.
Leur but est le « rétablissement de la dignité et des droits de l'homme des femmes de réconfort ». Les objectifs généraux du Conseil coréen pour résoudre complètement les crimes de guerre sont :
1. Obtenir la reconnaissance du crime de guerre.
2. Révéler la vérité dans son intégralité sur les crimes de l'esclavage sexuel militaire.
3. Obtenir des excuses officielles.
4. Obtenir des réparations juridiques.
5. Punir les responsables du crime de guerre.
6. Transmettre l'histoire du crime avec exactitude dans les manuels d'histoire.
7. Ériger un mémorial pour les victimes de l'esclavage sexuel militaire et un musée historique.

## Pyeonghwabi
La statue en bronze doré, Pyeonghwabi (« Statue de la Paix »), est inaugurée lors de la 1000e manifestation le 14 décembre 2011. Cette statue d'une adolescente coréenne assise sur une chaise face à l'ambassade du Japon représente toutes les jeunes filles coréennes contraintes de devenir femmes de réconfort. L'oiseau sur son épaule symbolise la liberté et la paix,,.